# علی مندنی‌پور
علی مندنی‌پور (متولد ۱۳۳۳ - یاسوج در استان کهگیلویه و بویراحمد)
، حقوقدان، جامعه‌شناس، سیاستمدار اصلاح‌طلب، وکیل دادگستری، رئیس سابق اتحادیه سراسری کانونهای وکلای دادگستری ایران و رئیس اسبق و فعلی هیأت مدیره کانون وکلای دادگستری فارس و کهگیلویه و بویراحمد می‌باشد.

## مدارج علمی و تحصیلی
- دیپلم متوسطه از دبیرستان حاج قوام- شیراز
- کارشناسی حقوق قضایی از دانشکده حقوق و علوم سیاسی دانشگاه تهران (۱۳۵۵)
- کارشناسی ارشد حقوق جزا و جرم شناسی از دانشگاه نانتر پاریس
- کارشناسی ارشد جامعه‌شناسی از مدرسه عالی تحصیلات علوم اجتماعی وابسته به دانشگاه سوربن پاریس
- دکترای مردم شناسی اجتماعی – فرهنگی از دانشگاه رِنِه دکارت (علوم انسانی سوربن)[۷]

## ریاست اتحادیه سراسری کانونهای وکلای کشور
مندنی‌پور که سابقه ریاست چند دوره کانون وکلای دادگستری فارس و نایب رییسی اتحادیه سراسری کانونهای وکلای دادگستری ایران (اسکودا) را در کارنامه داشته‌است، در پی پایان یافتن دوره تصدی بهمن کشاورز؛ از آذر ۱۳۹۰ برای مدت دو سال به عنوان رئیس اتحادیه سراسری کانون‌های وکلای دادگستری ایران انتخاب شد.

## مواضع و واکنش‌ها
برخی از مواضع و وکانش‌ها به مسایل صنفی وکالت، سیاسی و اجتماعی مندنی‌پور

### انتقاد از بازداشت و عدم مصونیت وکلا
مندنی‌پور با انتقاد و غیرقانونی خواندن پیگرد قانونی و بازداشت وکلای پرونده‌های سیاسی یا منتقدان نظام حاکمیتی در ایران با این استدلال که: وکیل دادگستری از نفس جرم دفاع نمی‌کند از حقوق فردی که متهم است دفاع می‌نماید و این فرد حتی در جایگاه متهم هم باشد، از حقوق انسانی برخوردار است و باید از آن حقوق دفاع نمود. حتی با قطاع الطریق هم باید رفتار انسانی شود چون جرمی که مرتکب شده جدا از شخصیت انسانی اوست، معتقد است: وکیل مدافع برای پاسداری از حقوق و جلوگیری از تعدیات و اجحافات و راهنمایی مأموران و دادرسان، ممانعت از عملیات قانون‌شکنانه و اقدامات خودسرانه، حفظ اصول قانون اساسی و مبانی دموکراسی نیازمند دارا بودن مصونیت است تا بدون ترس از توقیف و تعقیب بتواند از حق دفاع از ستمدیدگان بهره برده و با استفاده قانونی کامل به خدمات خویش ادامه دهد. آزادی وکیل در برابر دادگاه‌ها، در تنظیم دادخواست‌ها، تذکرات و دفاع از منافع و مصالحی که به او سپرده شده و آزادی وی در انتخاب روش و شکل با حرفه شریف وکالت ملازمه ناگسستنی دارد.

### غیرقانونی خواندن برگزاری غیرعلنی دادگاه کهریزک
وی مستند به اصول قانون اساسی و مستند به قوانین داخلی نظام جمهوری اسلامی ایران و همچنین اسناد و کنوانسیون‌های بین‌المللی، برگزاری غیرعلنی دادگاه متهمان کهریزک را در تضاد با این قوانین از جمله قانون اساسی ایران، و اطلاع از چگونگی رسیدگی به پرونده را حق شهروندان دانسته و خواستار برگزاری علنی دادگاه این متهمان شده بود.

### مخالفت با اجرای مجازات‌های تحقیرآمیز
در پی پوشاندن لباس زنانه به‌تن یک مجرم در شهر مریوان و گرداندن وی در ملاء عام توسط نیروی انتظامی، این اقدام را مغایر با اصول حقوقی و قانونی در خصوص حفظ آبرو و حیثیت افراد دانسته و علاوه بر غیرقانونی بودن نوعی اهانت به جایگاه و موقعیت زنان نیز دانسته و در کنار تحقیر زن، تحقیرکننده فرهنگ نامیده و باتوجه به صدور احکام مجازات‌ها توسط قوه قضاییه، با انتقاد از این قوه، معتقد است؛ این حرکت و حرکاتی از این سنخ در قالب رسالت تعریف شده قوه‌قضاییه در شرع، عرف، اخلاق و به‌ویژه در آنچه که به قانون اساسی مربوط می‌شود، نگنجیده و نمی‌گنجد.